# The Cramp Twins
The Cramp Twins is een Brits-Duits-Canadees-Amerikaanse animatieserie gecreëerd door Brian Wood. Het werd sinds september 2001 uitgezonden op de Britse Cartoon Network. Later werd het herhaald door de BBC. In de Verenigde Staten kwam de serie voor een korte tijd op Cartoon Network. Later kwam de serie op FoxBox, wat sinds 2005 4Kids TV heette.
Op 12 augustus 2006 liep de serie ten einde met 52 afleveringen verdeeld over vier seizoenen. In Nederland en Vlaanderen kwam de serie sinds 1 oktober 2001 in het Engels met Nederlandse ondertiteling op Cartoon Network. Dit was slechts één maand na de Britse première. De serie werd hier herhaald tot en met 2010.

## Plot
Wayne en Lucien Cramp vormen samen een tien jaar oude, niet identieke tweeling. In alles zijn ze elkaars complete tegenpolen. Wayne is abnormaal agressief en zijn grootste hobby is het kwellen van zijn broer Lucien.
Lucien daarentegen is een gevoelig type, met hart voor het milieu. Hij schaamt zich voortdurend en volgt met afschuw de capriolen van zijn primitieve broer Wayne. Lucien is bevriend met Tony Parsons, een kind uit het moeras. De moeder van de tweeling heeft smetvrees en is dan ook constant aan het schoonmaken. Haar kinderen maken het haar soms erg moeilijk.
De rivaliteit tussen de twee broers speelt zich af in de fictieve stad Soap City.